# Fondazione I'lam

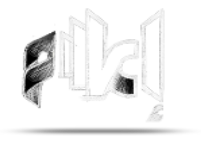
Logo della Fondazione I'lam

La Fondazione I'lam è una organizzazione dello Stato Islamico impegnata nella produzione di contenuti multilingue (oltre venti), che presenta una natura e degli scopi simili all'Al-Hayat Media Center.

## Finanziamento
La Fondazione prende finanziamento generalmente da donazioni in criptovaluta, principalmente dai sostenitori dello Stato Islamico nel mondo occidentale.

## Utilizzo dall'ISKP e IMU
La ISKP ha usato la Fondazione I'lam nel loro Sito Internet sia nel clearnet che nel darknet. Invece il Movimento Islamico Uzbeko utilizzato I'lam per diffondere i suoi video propaganda.

## Halummu
Halummu è una organizzazione che si occupa di tradurre in Inglese tutto quello che viene creato dallo Stato Islamico. Rilascia i suoi contenuti vengono rilasciati primariamente in Telegram oppure nei siti ufficiali dello Stato Islamico è l'unica unità Inglese a far parte del gruppo Fursan al-Tajruma.